# Joyce Magalhães Borini
Joyce Magalhães Borini (São Paulo, 22 de març de 1988) és una futbolista brasilera que juga com a extrem esquerre a l'UD Granadilla.
Debuta a la Superlliga en la temporada 2013-14, jugant de lateral esquerre amb el Rayo Vallecano. Anteriorment havia jugat a equips madrilenys de categories inferiors. La temporada 2014-15 va jugar, coma extrem, a l'Sporting de Huelva, fitxant pel València la següent temporada.